# Victor Clube
Stace Victor Murray Clube (né le 22 octobre 1934 à Londres) est un astrophysicien anglais. Il est reconnu comme un expert dans l'étude des comètes et de la cosmologie[réf. souhaitée].

## Biographie
Il a fait des études à St. John's School (Leatherhead) (en) et à Christ Church. Il y est un joueur reconnu de criquet.
Clube devient un astronome professionnel. Il est un temps doyen du département d'astrophysique de l'université d'Oxford et travaille aux observatoires d'Édimbourg, d'Armagh et du Cap.
Il se distingue avec ses travaux sur la théorie de « catastrophisme cohérent » (coherent catastrophism), réalisés en collaboration avec, notamment, Bill Napier,.
Clube est marié et père de quatre enfants.